# 24-й окремий спеціальний моторизований батальйон міліції (СРСР)
24-й окремий спеціальний моторизований батальйон міліції (в/ч 5444) — формування Внутрішніх військ МВС СРСР, яке існувало у 1966—1992 роках.

## Історія
30 вересня 1966 року у відповідності до рішення уряду СРСР в Дніпропетровську почали формувати 24-й спеціальний моторизований батальйон міліції (в/ч 5444), а вже з 16 лютого 1967 року він розпочав самостійне виконання службово-бойових завдань з охорони громадського порядку.
За вміле керівництво особовим складом під час виконання завдань в республіках Закавказзя командира 24 ОСМБМ підполковника Скороходова С. В. нагороджено орденом Червоної Зірки.
Після відновлення незалежності України на його фондах було сформовано 5-й полк Національної гвардії України (в/ч 4105).